# تشارلز ميلن
تشارلز ميلن (بالإنجليزية: Charles Black Milne)‏ هو سياسي بريطاني (وحمل سابقاً جنسية المملكة المتحدة لبريطانيا العظمى وأيرلندا)، ولد في 1879، وتوفي في 1960. في الانتخابات العامة في المملكة المتحدة 1931 ‏، انتخب عضو برلمان المملكة المتحدة الـ36 عن دائرة ويست فايف ‏ (27 أكتوبر 1931 – 25 أكتوبر 1935).